# Hans Oehler
Hans Oehler (Pseudonym: Hans Rudolf; * 18. Dezember 1888 in Wildegg, Aargau; † 7. Januar 1967 in Dielsdorf) war ein Schweizer Publizist, Verleger und Sympathisant des Nationalsozialismus.

## Leben
Oehler schloss seinen Studien der Philosophie, Geschichte, Kunst- und Literaturgeschichte in München, Grenoble, Leipzig, Berlin, Zürich und Paris 1913 ab mit dem Doktorat an der Universität Zürich. Von 1911 bis 1934 war er als Publizist in diversen deutschschweizerischen Tageszeitungen tätig. Von 1918 bis 1920 engagierte er sich in der Wochenzeitung Das Freie Wort gegen die Versailler Friedensordnung und den Völkerbund. Von 1921 bis 1934 war er Mitbegründer und Redaktor der Schweizer Monatshefte für Politik und Kultur. Er war ein Exponent des 1921 gegründeten Volksbundes für die Unabhängigkeit der Schweiz. Oehler steuerte einen germanophilen Kurs und gilt als Wegbereiter der Frontenbewegung. 1923 begegnete er in Zürich Adolf Hitler. In den Jahren 1929 und 1930 sammelte Oehler die politisch unzufriedene akademische Jugend im Oehler-Klub, wo später die Idee zur Gründung der Neuen Front heranreifte.
Nachdem ihm von seinem Herausgeberkollegium 1934 die Schriftleitung entzogen wurde, gab Oehler bis 1945 die selbstgegründeten frontistischen Nationalen Hefte heraus. 1933 wurde er Mitglied der Landesleitung der Nationalen Front und 1938, nachdem die Partei der nationalsozialistischen Ideologie abgeschworen hatte, war er Mitgründer des „Bundes treuer Eidgenossen nationalsozialistischer Weltanschauung“. Er gehörte ausserdem zum „Führerkreis“ der im Sommer 1940 gegründeten und am 19. November 1940 aufgelösten „Nationalen Bewegung der Schweiz“. Im Juni 1947 startete der Landesverratsprozess des Bundesstrafgerichts in Zug in Sachen Bundesanwaltschaft gegen Hans Emil Frei und 36 Mitangeklagte (darunter Oehler). Oehler wurde wegen Gefährdung der Unabhängigkeit des Landes zu zwei Jahren Zuchthaus verurteilt.
Auch nach seiner Entlassung und Kriegsende hielt Oehler an seinen Überzeugungen fest: er publizierte in der deutschen neonazistischen Zeitschrift Nation Europa und gab als Übersetzer das in Frankreich eingestampfte antisemitische Buch Nürnberg oder das Gelobte Land von Maurice Bardèche heraus. 1951 gründete er den Brugg-Verlag. Seine letzten Lebensjahre waren von fruchtlosen Bewältigungsversuchen, Geldnöten, Depressionen und Krankheit überschattet. Er verstarb 1967 in Dielsdorf im Kanton Zürich. Sein Nachlass befindet sich im Archiv für Zeitgeschichte der ETH Zürich und besteht aus diversen Manuskripten und verschiedener Korrespondenz.